# Cem Kızıltuğ
Cem Kızıltuğ (Istambul, 16 de abril de 1974) é um cartunista e ilustrador turco, formado pela Faculdade de Belas Artes da Universidade de Mármara em 1997.

## Biografia
Ele trabalha como ilustrador para o jornal Zaman desde a sua graduação. Expôs seus trabalhos na Biblioteca Celcus Efes Izmir, em 1998, 1999, 2000 e 2002. Suas charges publicadas na edição de domingo do Zaman foram lançados no álbum C'empati em 2003. Ele ilustrou livros infantis para editoras Yapi Kredi Turco Publishing e Timas Publishing Group  e para o Museu Internacional Sakip Sabanci em 2005, 2006, 2007 e 2008.
Ele é o autor do álbum de poesias e ilustrações  Cats and Words, publicado em 2006. Em 2007, ele desenvolveu a história em quadrinhos Mr.Diplomat! para o jornal Zaman.

## Prêmios
- Associação de Escritores turcos deram Cem Kızıltuğ o "Cartunista do Ano" em 2005.
- Ele ganhou 10 "Award of Excellence" e um prêmio de prata para sua ilustração na competição, Society for News Design em 2006,2007,2008,2009,2010.